# Структурна геологија
Структурна геологија се бави проучавањем тродимензионалног распрострањења стенских маса водећи рачуна о историји деформација. Основни циљ структурне геологије је, да користећи прикупљена мерења геометрије стена, разоткрије информације о историји деформације стене, и на крају, спозна напонско поље које је изазвало проучавану деформацију и геометрију. Разумевање динамике напонског поља може бити повезано са важним догађајима у регионалној геолошкој историји. Тежи се разумевању структурног развоја одређеног подручја у односу на регионалне структурне деформације и у односу на тектонику плоча.

## Примена и значај
Проучавања геолошких стуктура имају примарни значај у економској геологији, и то и у нафтној геологији и у рудничкој геологији. Набрани и раседнути слојеви стена углавном формирају замке за акумулацију и концентрацију флуида, као што су нафта и природни гас. Раседнуте и структурно комплексне зоне представљају пропусне зоне за хидротермалне флуиде, што резултује концентрисањем лежишта метала. Овакве структурно разломљене зоне се обично јављају у асоцијацији са интрузивним магматским стенама. Такође, често се јављају око комплекса гребена и некадашњих удубљења. Лежишта злата, сребра, бакра, олова, цинка и других метала, се обично јављају у структурно комплексним зонама.
Структурна геологија има изузетно важан удео у инжењерској геологији, која проучава физичко-механичка својства стена. Структура и дефекти као што су, раседи, фолијација и пукотине представљају унутрашње слабости стена које могу утицати на стабилност грађевинских објеката као што су бране, косине, површински копови, рудници, и тунели.
Геотехнички ризик, укључујући ризик од земљотреса може потпуно једино бити истражен применом структурне геологије и геоморфологије. Крашка подручја која по својој природи у подземљу имају каверне и отворе и склона су урушавању такође су предмет истраживања тих научника. Такође, подручја падина могу бити потенцијална места одроњавања или клизишта.
Тектоника плоча је у суштини структурна геологија у великој размери, која се односи на структурне ефекте колизије тектонских плоча или других појава у вези са тектоником плоча.

## Методе
У структурној гелогији користи се скуп различитих метода за мерење геометрије стене, реконструкцију историје њене деформације, и израчуна напон који је довео до настанка те деформације.

### Геометрија
Примарни подаци, који се користе у структурној геологији, прикупљају се на терену. Геолози, који се баве структурном геологијом, мере велики број елемената планара (слојевитост, фолијацију, аксијалне површи набора, раседне површи и пукотине) и линеара (осе набора, трасе кретања планара на другим планарама).

### Конвенције
Инклинација планарне структуре одређена је мерењем правца и пада. Правац је линија интерсекције планарне појаве и хоризонталне равни, који се одређује према конвенцији удесно, а пад је је величина понирања, односно угао мерен од хоризонталне површине, управно на правац.
Инклинација је апсолутно одређена азимутом пада и падним углом. Азимут пада ({\displaystyle \nu }) може имати вредност 0—360° и то је угао, мерен у хоризонталној равни, од смера севера у смеру кретања казаљке на часовнику до хоризонталне пројекције падног угла.